# Ерин Кели
Ерин Кели (на английски: Erin Kelly) е английска журналистка и писателка на произведения в жанра психологически трилър и фентъзи.

## Биография и творчество
Ерин Кели е родена на 22 юли 1976 г. в Лондон, Англия. Израства в Ромфорд, Есекс. Завършва английска филология в университета в Уорик през 1998 г. След дипломирането си работи като журналист на свободна практика, като пише за различни вестници, включително „The Sunday Times“, „The Sunday Telegraph“, „Дейли Мейл“, „Гардиън“ и „Дейли Мирър“, и за списания, включително „Red“, „Psychologies“, „Marie Claire“ и „Elle“, и др., по теми в областта на жените, здравето, секса и начина на живот.
Първият ѝ роман „The Poison Tree“ (Отровното дърво) е издаден през 2010 г. През 2012 г. е екранизиран в едноименния телевизионен филм с участието на Матю Гуд.
През 2015 г. е издаден първият ѝ роман „The End Is Where It Begins“ (Краят е там, откъдето започва) от драматичната криминална поредица „Бродчърч“, базирана на първия сезон на едноименния британски телевизионен сериал (2012 – 2013), създаден от Крис Чибнал.
Преподава творческо писане към школата на „Къртис Браун“. Съосновател е на продуцентската компания „Rock Rose Entertainment“.
Ерин Кели живее със семейството си в Северен Лондон.

## Произведения

### Самостоятелни романи
- The Poison Tree (2010)
- The Sick Rose (2011) – издаден и като „The Dark Rose“
- The Burning Air (2013)
- The Ties That Bind (2014)
- He Said / She Said (2017)
Дума срещу дума. На кого ще повярваш?, изд. „AMG-Publishing“ (2020), прев. Десислава Сивилова
- Stone Mothers (2019) – издаден и като „We Know You Know“
- Watch Her Fall (2021)

### Серия „Бродчърч“ (Broadchurch) – с Крис Чибнал
1. The End Is Where It Begins (2015)
2. The Letter (2015)
3. Old Friends (2015)
4. Over the Side (2015)
5. Protection (2015)
6. One More Secret (2015)
7. The Leaving of Claire Ripley (2015)
8. Thirteen Hours (2015)

### Серия „Опетнена лунна светлина“ (Tainted Moonlight)
1. Tainted Moonlight (2016)
2. Captured Moonlight (2018)
3. Infected Moonlight (2019)

### Сборници
- Killer Women (2016) – с Джейн Кейси, Тами Коен, Колет Макбет, М. Дж. Макграт, Алекс Марууд, Луиз Милар, Хелън Смит и Луиз Вос

### Екранизации
- 2012 The Poison Tree – тв минисериал, 2 епизода